# Matt Skiba
Matthew Thomas (Matt) Skiba (Chicago, 24 februari 1976) is een Amerikaanse muzikant, zanger en singer-songwriter. Hij is vooral bekend als de zanger en gitarist van de poppunkband Alkaline Trio en als voormalig zanger en gitarist van poppunkband Blink-182. Hij is ook lid geweest van andere bands en heeft verder ook soloalbums uitgebracht.

## Levensloop

### Jonge jaren
Skiba werd geboren in Chicago en verhuisde naar McHenry toen hij drie jaar oud was. Hij leerde al op vroege leeftijd verschillende instrumenten te bespelen, waaronder piano en drums. In 1996 besloot hij om gitaar te gaan spelen.

### Alkaline Trio
Skiba studeerde design aan het Columbia College in Chicago, maar stopte hiermee in 1996 zodat hij de band Alkaline Trio kon vormen samen met drummer Glenn Porter en bassist Rob Doran.
Vlak nadat de band hun eerste demo en single Sundials hadden opgenomen, begonnen ze aan de opname van hun eerste ep; For Your Lungs Only. Tijdens de opname werd Rob Doran vervangen door Dan Andriano die de basgitaar op de ep speelde. De band gaven hun eerste studioalbum Goddamnit uit in 1998 via Asian Man Records. Deze uitgave werd al snel gevolgd door Maybe I'll Catch Fire en het verzamelalbum Alkaline Trio in 2000.
De formatie van de band veranderde in 2000 toen Glenn Porter de band verliet en drummer Mike Felumlee erbij kwam. From Here to Infirmary werd uitgebracht door Vagrant Records in de lente van 2001. In 2002 bracht Jade Tree Records een splitalbum van Hot Water Music/Alkaline Trio uit. Beide bands speelden originele nummers en covers van de andere band. Het eerste album waar drummer Derek Grant aan meewerkte, Good Mourning, volgde in 2003.
De band gaf het album Crimson uit in 2005 volgde met het verzamelalbum Remains in 2007. Agony & Irony, hun eerste album via het label Epic Records, werd uitgegeven in juli 2008. In januari 2010 gaven ze het album This Addiction uit op hun eigen platenlabel, Heart & Skull. In juli 2011 gaven ze een LP genaamd Damnesia uit om het 15-jarige bestaan van de band te vieren. Hun achtste album My Shame Is True werd uitgegeven op 2 april 2013.

### Blink-182
Na het vertrek van Tom DeLonge van blink-182 in 2015 kondigde Mark Hoppus aan dat Skiba zou invallen voor de band en speelde hij twee cluboptredens en een optreden op het Musink-festival in maart 2015. Later dat jaar bevestigde de band dat Skiba nu officieel lid was en op het volgende album zou verschijnen. Het resulterende album California werd uitgebracht op 1 juli 2016. Skiba is opnieuw te horen op het achtste studioalbum van de band, getiteld Nine, dat op 20 september 2019 werd uitgebracht. Hij is echter niet te horen op de single “Quarantine” (2020), wegens gebrek aan een echte thuisopnamestudio.
Sinds Hoppus van kanker is genezen, is Skiba niet meer bij blink-182 geweest. In een opmerking onder een bericht op Instagram reageerde Skiba op een fan, waarin hij aangaf dat hij er niet zeker van was of hij nog bij blink-182 speelde, en dat hij dankbaar was voor zijn tijd met de band. Een paar maanden later maakte de band bekend dat Tom DeLonge weer terug bij blink-182 was en dat er een wereldtour en nieuw album aankwam met Tom waardoor het vertrek van Skiba een feit werd.

## Discografie

### Met Alkaline Trio
- Goddamnit (1998)
- Maybe I'll Catch Fire (2000)
- From Here to Infirmary (2001)
- Good Mourning (2003)
- Crimson (2005)
- Agony and Irony (2008)
- This Addiction (2010)
- Damnesia (2011)
- My Shame Is True (2013)
- Broken Wing (2013)
- Is This Thing Cursed? (2018)
- E.P. (2020)
- Blood, Hair, and Eyeballs (2024)

### Met Heavens
- Patent Pending (2006)

### Met theHELL
- Sauve Les Requins (2012)
- Southern Medicine (2013)

### Solo
- Matt Skiba/Kevin Seconds (splitalbum, 2002)
- Demos (2010)

### Met Matt Skiba and the Sekrets
- Babylon (2012)
- Haven't You (2012)
- Kuts (2015)

### Met Blink-182
- California (2016)
- Nine (2019)

- International Standard Name Identifier: 0000 0000 4859 5526
- Library of Congress Control Number: no2006015436
- MusicBrainz: 146fb10f-16f6-4e22-920c-15c417242a52
- Nationale Bibliotheek van Tsjechië: xx0151807
- Virtual International Authority File: 26810835
- WorldCat: E39PBJy49c7gp6CwVdHHHx3qQq